# Pravoslaví v Albánii

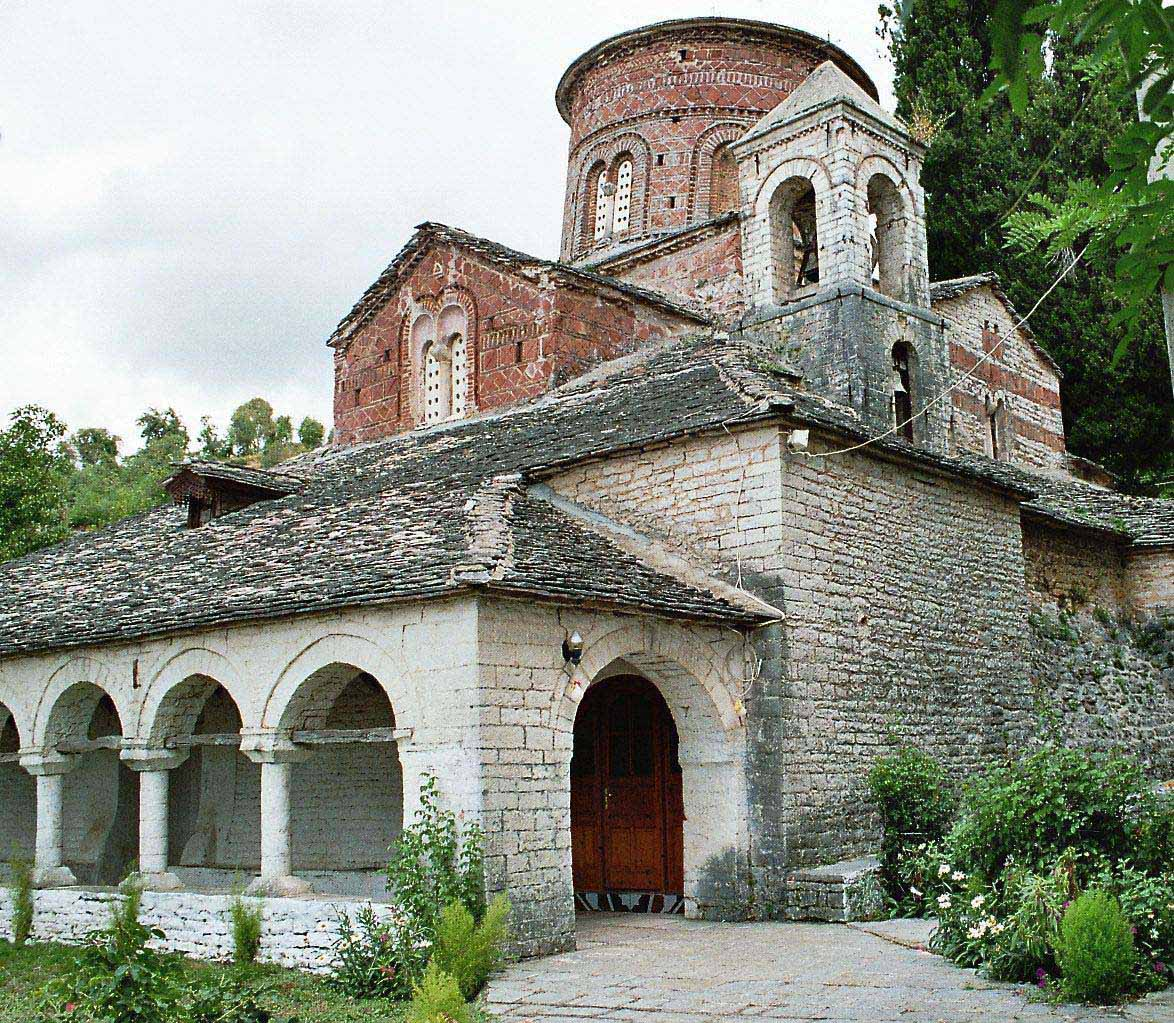
Pravoslavný kostel v obci Labova

Pravoslavná církev je druhou největší náboženskou skupinou v Albánii (po islámu). Počet albánských pravoslavných se odhaduje okolo 700 000.
V dobách socialistického režimu mezi lety 1946 až 1991 byli křesťané pronásledováni; po vyhlášení Albánie za ateistický stát (1967) bylo dokonce praktikování křesťanství ilegální. Kostely byly nejprve zavřeny, později zbořeny. Za držení Bible či křest hrozily přísné tresty. Albánská pravoslavná církev existovala pouze v exilu (např. v Bostonu). K obnově náboženského života v Albánii došlo po roce 1991.
V roce 2009 sloužilo v pravoslavné církvi v Albánii 140 duchovních. Od pádu komunismu bylo vystavěno 150 nových kostelů, 160 kostelů bylo opraveno, obnoveno bylo 70 klášterů a církevních historických památek.